# Poliarni
Poliarni (en rus Полярный) és una ciutat tancada de l'óblast de Múrmansk, a Rússia. Es troba a la península de Kola, a l'extremitat occidental del fiord de Múrmansk, a 33 km al nord de Múrmansk.

## Història
La ciutat fou fundada el 1896 amb el nom d'Aleksàndrovsk. Aconseguí l'estatus de ciutat el 1899 i fou reanomenada Poliarni el 19 de setembre de 1939. S'hi establí una drassana el 1935 que s'utilitzà durant la Segona Guerra Mundial. A finals dels anys 1950 serví per al manteniment dels submarins nuclears de la flota del nord de la Unió Soviètica.